# Michael Gampe
 Michael Gampe (* 20. April 1950 in Mannersdorf am Leithagebirge) ist ein österreichischer Schauspieler und Theaterregisseur.

## Leben
Michael Gampe begann nach der Matura ein Studium und arbeitete zwei Jahre als Volksschullehrer, ehe er sich am Konservatorium der Stadt Wien zum Schauspieler ausbilden ließ. Als solcher sowie auch als Regisseur arbeitet er seit 1975 an verschiedenen österreichischen und deutschen Bühnen. In Österreich waren dies bislang das Wiener Akademietheater, die Landestheater Salzburg und Tirol, das Theater in der Josefstadt, das Theater Drachengasse und das Stadttheater Klagenfurt; in Deutschland wirkte Gampe am Berliner Hebbel-Theater, am Stadttheater Ingolstadt, dem Schauspielhaus Düsseldorf und dem Münchner Residenztheater. In den 2000er Jahren inszenierte er wiederholt bei den Festspielen Reichenau, 2016 zeichnete er bei den Schloss-Spielen Kobersdorf für die Inszenierung von Ken Ludwigs Farce Otello darf nicht platzen verantwortlich.
Seit Beginn der 1980er Jahre steht Gampe auch regelmäßig in österreichischen und deutschen Produktionen vor der Kamera. Eine erste Rolle hatte er in der Literaturverfilmung Der Schüler Gerber nach dem Roman von Friedrich Torberg. Später war er häufiger Gast bei den Rosenheim-Cops und in Serien wie Unser Charly oder SOKO Kitzbühel.
2010 war Michael Gampe Jurymitglied beim Theatertreffen deutschsprachiger Schauspielstudierender. Er lebt in Wien und ist seit 1987 freischaffend tätig.

## Filmografie (Auswahl)
- 1981: Der Schüler Gerber
- 1983: Der Hausmeister
- 1987: Mozart und Meisel – Hildes Lied
- 1987: Tatort – Superzwölfer
- 1991: Die Strauß-Dynastie
- 1991: Arbeitersaga – Das Lachen des Maca Daracs
- 1994: Kommissar Rex – Tanz auf dem Vulkan
- 1995: Lindenstraße – Auf eigene Faust
- 1996–1997: Schloßhotel Orth (5 Folgen als Lothar)
- 1997: Solo für Sudmann – Leere Kassen
- 1997: SOKO München – Vermißt
- 1997–2000: Kaisermühlen Blues (3 Folgen)
- 1998: Tom Turbo – Die unsichtbare Schatztruhe
- 1998: Medicopter 117 – Jedes Leben zählt – Die Geiselnahme
- 1999: Wer liebt, dem wachsen Flügel
- 1999: Ein Lied von Liebe und Tod – Gloomy Sunday
- 2000: Unser Charly – Sorgenkinder
- 2001: Tatort – Nichts mehr im Griff
- 2002: Polizeiruf 110 – Silikon Walli
- 2002–2013: Die Rosenheim-Cops (7 Folgen)
- 2003: Julia – Eine ungewöhnliche Frau – Kein Herz für Inder
- 2012: SOKO Kitzbühel – Jungbrunnen
- 2014: Boͤsterreich – Nackte und Minister
- 2015: V8² – Die Rache der Nitros
- 2017: Hindafing (3 Folgen als Hannes)
- 2019: Der beste Papa der Welt
- 2021: Die Ibiza Affäre (Mini-Serie)
- 2022, 2024: SOKO Köln – Der schöne Richard, Ming Pilz
- 2023: Am Ende wird alles sichtbar
- 2024: Trost und Rath – Tanz mit dem Teufel (Fernsehreihe)

## Hörspiele
- 1986: Für Frieden und Freiheit – Autor: Sigi Zimmerschied – Regie: Herbert Gantschacher
- 1988: Freiheit in Krähwinkel – Autor: Johann Nestroy – Regie: Götz Fritsch
- 1989: Steinfeders Zeitreiten – Autor: Marcel Meyrath – Regie: Götz Fritsch
- 1990: König Ubu – Autor: Alfred Jarry – Regie: Heinz Hostnig
- 1997: Kolchis – Autor: Peter Rosei – Regie: Katharina Weiß